# Roosevelt Park
Roosevelt Park – miasto w Stanach Zjednoczonych, w stanie Michigan, w hrabstwie Muskegon.